# یورگن اسکافته راسموسن
یورگن اسکافته راسموسن (دانمارکی: Jørgen Skafte Rasmussen؛ ۳۰ ژوئیهٔ ۱۸۷۸ – ۱۲ اوت ۱۹۶۴) کارآفرین، بازرگان و مدیر ارشد اجرایی دانمارکی بود، که در سال ۱۹۰۲ شرکت دکاو را تأسیس نمود.